# Trevor John Francis
Trevor John Francis   (Plymouth, 19 d'abril de 1954 - Marbella, 24 de juliol de 2023) fou un futbolista anglès dels anys 1970 i 1980 i entrenador.

## Trajectòria
Francis començà la seva carrera al Birmingham City, club on romangué durant quasi tota la dècada de 1970. En tractar-se d'un club modest no assolí títols amb el Birmingham, però el 1977, l'entrenador Don Revie, el cridà per a jugar amb la selecció d'Anglaterra, en un partit amb derrota per 2 a 0 enfront Holanda. El 1978 jugà breument al Detroit Express de la North American Soccer League (NASL).
El Nottingham Forest, el campió de lliga dirigit per Brian Clough, apostà per Francis pagant una total de £1 milió de lliures. Fou el primer futbolista traspassat per aquesta xifra al futbol anglès. El maig de 1979 es proclamà campió de la Copa d'Europa de futbol en derrotar el Malmö suec a Múnic, on fou l'autor de l'únic gol del partit. La temporada següent repetí títol en vèncer l'SV Hamburg a Madrid, però aquest cop Francis no va poder disputar la final per una lesió al tendó d'Aquil·les.
Aquesta lesió el mantingué sis mesos sense jugar. Un cop recuperat jugà alguns partits més amb el Forest i el 1981 fou traspassat al Manchester City per 1,2 milions de £. Marcà 12 gols en 26 partits de lliga al club. En acabar la temporada formà part de la plantilla que jugà el Mundial de 1982, on marcà dos gols. Aquell mateix estiu fou traspassat a la Sampdoria, que pagà £700.000 lliures. Al club genovès guanyà la Coppa Italia el 1985.
Atalanta, Rangers FC, Queens Park Rangers i Sheffield Wednesday foren els seus darrers clubs. En aquests dos darrers compaginà les tasques de jugador i entrenador. La seva carrera d'entrenador continuà al Birmingham City i al Crystal Palace.
El 1998 fou escollit per la Football League a la llista de les 100 llegendes del futbol anglès.

## Palmarès
Detroit Express
- Divisió Central de l'American Conference de la NASL:
  - 1978

Nottingham Forest
- Copa d'Europa de futbol: 
  - 1978-79, 1979-80
- Supercopa d'Europa de futbol: 
  - 1979

Sampdoria
- Copa italiana de futbol: 
  - 1985

Rangers
- Copa de la Lliga escocesa de futbol: 
  - 1986-87

Sheffield Wednesday
- Copa de la Lliga anglesa de futbol: 
  - 1990-91